# Felipe de Fonsdeviela
Felipe de Fonsdeviela y Ondeano, II Marqués de la Torre (Zaragoza, 13 de septiembre de 1725 - Madrid, 6 de julio de 1784) fue Capitán general de La Habana y Gobernador de Cuba entre 1771 a 1777. Antes, había sido Gobernador de Venezuela.

## Biografía
Hijo de José de la Fonsdeviela Lostal, I marqués de la Torre, intendente del Ejército, y de Andrea Ondeano Villarreal, ambos de Zaragoza.
El 1 de abril de 1735, con solo 9 años, ingresó en el Regimiento de Reales Guardias de Infantería como cadete. Tomó parte en la campaña de Italia (1742-1748) como capitán del Regimiento de Infantería de Aragón. En 1755 acompañó al conde de Aranda en su embajada a Portugal, ya como teniente coronel (29 de agosto de 1752). Fue observador en la Guerra de los Siete Años en los ejércitos franceses de Soubise y de Broglie (1759-1761).
En 1767 fue premiado con la Orden de Santiago y a finales de ese año fue nombrado inspector de Infantería en Nueva España con el grado de coronel. En América fue ascendido a mariscal de campo (1 de abril de 1770) y fue nombrado capitán general de Cuba (18 de septiembre de 1770).

## Capitán General de Cuba
Felipe de Fonsdeviela comenzó su mandato en Cuba el 17 de junio de 1771, el mismo año que Hechavarría —eclesiástico reformador e ilustrado— fue nombrado Obispo. Fonsdeviela da sentido a las reformas del nuevo obispo y su preocupación sobre la ciudad, su censo y el censo global de la isla, la creación de Hospitales e instituciones de mujeres marginales, etc.
Fue Fonsdeviela quien, en 1773, hizo derribar la antigua iglesia mayor parroquial de La Habana —muy dañada por un terremoto—, aprovechando los escombros para hacer los cimientos del palacio de los gobernadores de la isla que, a pesar del interés del marqués de la Torre, no pudo ver terminado antes de su salida del gobierno, en 1777.
Durante su mandato se iniciaron muchas obras de utilidad pública y se terminaron otras que elevaron La Habana al nivel de las principales ciudades de América. Prohibió los techos de «guano», y comenzó el primer empedrado que tuvo la ciudad. Construyó en la Plaza de Armas, en la casa de la Intendencia (donde hoy se encuentra instalado el Tribunal Supremo de Justicia) y los paseos de la Alameda de Paula y el Paseo del Prado. Construyó el primer teatro de La Habana en la Alameda de Paula (actual hotel de Luz) y destinó sus rentas para sostener la Casa de Recogidas (cárcel de mujeres). Construyó los puentes de Río de Cojímar, Arroyo Hondo, Puentes Grandes y de las Vegas e hizo el primer censo de población de toda la isla.
Felipe de Fonsdeviela fue quien comenzó a interesarse por las posibilidades del tabaco en la comarca occidental de Cuba, la que hoy es conocida como Vuelta Abajo, donde se produce lo que se considera el mejor tabaco del mundo. Fonsdeviela fue el fundador de la capital de la comarca, la ciudad de Pinar del Río en 1773, cuando, ante la necesidad de crear un núcleo que sirviese las tierras de lo que eventualmente llegó a ser la provincia. Repartió las primeras tierras a los vecinos de este lugar, ordenando al mismo tiempo a un subalterno calificado para que eligiera el lugar más adecuado para este pueblo y fijara los límites de su jurisdicción. Fue en honor de Felipe de Fonsdeviela que se le puso el nombre de Nueva Filipina.

## Últimos años
Fue llamado de regreso a España en 1777, y tras una cura en Montpellier en el verano de 1778 y una visita a París en otoño, a su regreso a Madrid el 10 de junio de 1779 fue nombrado teniente general. Participó en el sitio de Gibraltar.
El 1 de enero de 1781 fue nombrado ministro plenipotenciario en Rusia, a donde presentó sus credenciales ante la corte el 7 de julio de 1782, tras realizar unos encargos en Viena. Tras despedirse el 8 de junio de 1783, regresó a Madrid poco menos de un año después de ocupar su cargo debido a problemas de salud.
Falleció poco después en Madrid, el 6 de julio de 1784, soltero y sin descendencia.